# Punta de Piedras (paroisse civile)
Pour les articles homonymes, voir Punta de Piedras.
Punta de Piedras est l'une des quatre paroisses civiles de la municipalité de Valdez dans l'État de Sucre au Venezuela. Sa capitale est Yoco.